# Aphidius rubifolii
Aphidius rubifolii är en stekelart som beskrevs av Mackauer 1968. Aphidius rubifolii ingår i släktet Aphidius och familjen bracksteklar. Inga underarter finns listade i Catalogue of Life.